# 1904 en combiné nordique
| Années du combiné nordique : 1901 - 1902 - 1903 - 1904 - 1905 - 1906 - 1907    |
| Décennies du combiné nordique : 1870 - 1880 - 1890 - 1900 - 1910 - 1920 - 1930 |

Cette page reprend les résultats de combiné nordique de l'année 1904.

## Festival de ski d'Holmenkollen
1904 est l'année de la dixième édition du festival de ski d'Holmenkollen, compétition organisée annuellement depuis 1892.
La course a été remportée par le norvégien Per Bakken devant ses compatriotes Harald Smith et Andreas Udbye.

## Championnats nationaux

### Championnat d'Allemagne
1904 est l'année du cinquième championnat d'Allemagne de combiné.
Les résultats de cette compétition manquent.